# Italochrysa megista
Italochrysa megista är en insektsart som beskrevs av X.-x. Wang och C.-k. Yang 1992. Italochrysa megista ingår i släktet Italochrysa och familjen guldögonsländor. Inga underarter finns listade i Catalogue of Life.